# Distretto di Cimișlia
Il distretto di Cimișlia è uno dei 32 distretti della Moldavia, il capoluogo è la città di Cimișlia.

## Società

### Evoluzione demografica
In base ai dati del censimento, la popolazione è così divisa dal punto di vista etnico:
| Etnia       | Abitanti | %     |
| ----------- | -------- | ----- |
| Moldavi     | 52.972   | 86,95 |
| Ucraini     | 3.376    | 5,54  |
| Russi       | 2.371    | 3,89  |
| Gagauzi     | 278      | 0,46  |
| Bulgari     | 1.341    | 1,22  |
| Rumeni      | 331      | 2,20  |
| Altre etnie | 256      | 0,42  |

## Geografia antropica

### Suddivisioni amministrative
Il distretto è formato da 1 città e 22 comuni

#### Città
- Cimișlia

#### Comuni
1. Albina
2. Batîr
3. Cenac
4. Ciucur-Mingir
5. Codreni
6. Ecaterinovca
7. Gradiște
8. Gura Galbenei
9. Hîrtop
10. Ialpujeni
11. Ivanovca Nouă
12. Javgur
13. Lipoveni
14. Mihailovca
15. Porumbrei
16. Sagaidac
17. Satul Nou
18. Selemet
19. Suric
20. Topala
21. Troițcoe
22. Valea Perjei